# Župnija Vrh Svetih Treh Kraljev
Župnija Vrh Svetih Treh Kraljev je rimskokatoliška teritorialna župnija dekanije Vrhnika nadškofije Ljubljana.

## Sakralni objekti
- Cerkev Svetih treh kraljev, župnijska cerkev,
- Cerkev svetega Miklavža, Hlevni Vrh.

### Farne spominske plošče
V župniji so postavljene Farne spominske plošče, na katerih so imena vaščanov iz okoliških vasi, ki so padli nasilne smrti na protikomunistični strani v letih 1942–1945. Skupno je na ploščah 71 imen.